# John Mugglebee
John David Mugglebee né en 1955 à Boston est un ancien joueur et entraîneur américain de football américain

## Biographie
Cinquième de six enfants, il passe sa jeunesse à Boston, puis à l'âge de 11 ans part faire ses études secondaires à Los Angeles et en 1973 il sort diplômé du Pasadena High School (en). John Mugglebee revient ensuite sur la côte est dans le New Hampshire pour intégrer l'université privée de Dartmouth College à Hanover. En 1977 il part étudier six mois en Espagne puis deux ans en France. Ensuite il retourne au Colorado pour obtenir une maîtrise ès arts de l'Université du Colorado. 
Depuis 1985 il vit à Aix-en-Provence où il enseigne l'anglais aux contrôleurs aériens du Centre en route de la navigation aérienne Sud-Est, en qualité d'assistant d'administration de l'aviation civile.
John Mugglebee se définit ainsi :

« Ma vie a toujours comporté un mélange d'étude et de sport. J'ai été un joueur star de football américain à l'université, un joueur champion de France de rugby et un entraîneur de football américain primé. Depuis, j'ai dérivé sur le karaté et les courses de vélo. Les sports ont fourni une base pour certaines de mes histoires. »

## Carrière

### Joueur

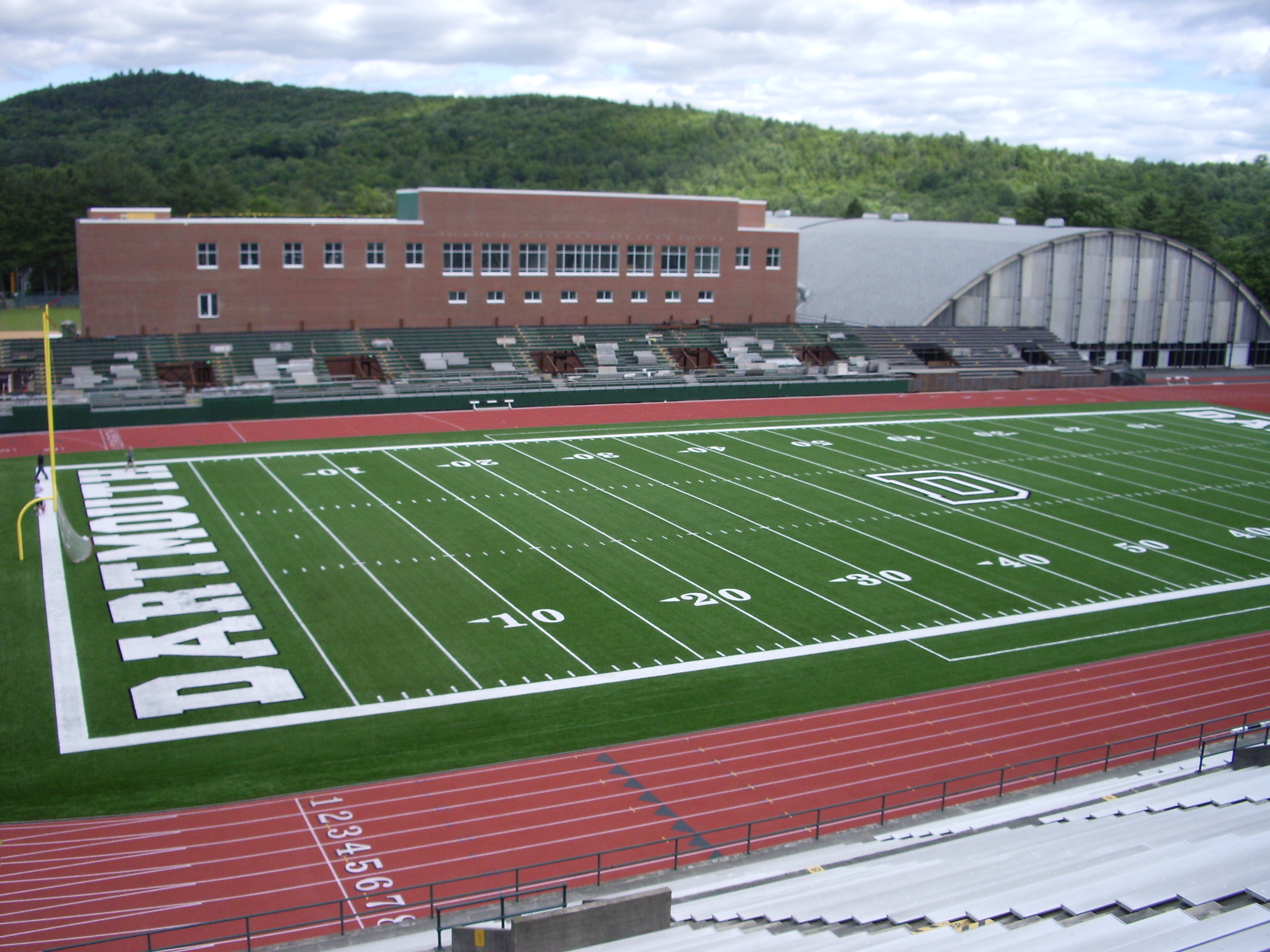
Memorial Field, Dartmouth College

En 1976, il joue en Ivy League avec l'équipe de Big Green de Dartmouth entraînée par Jake Crouthamel qui en saison régulière termine troisième avec un bilan de six victoires pour trois défaites.
A son arrivée en France, en 1985, il joue au rugby à XV à l'Aix rugby club (ARC) en championnat de France de troisième division. En 1986 l'ARC devient champion de France de troisième division accédant ainsi à la seconde division.[réf. nécessaire]

### Entraîneur
En 1987, il succède au canadien Chuck Wheir comme entraîneur de l'équipe de football américain des Argonautes d'Aix-en-Provence qui viennent d'accéder au casque d'or (première division française de football américain). Bernard Bonnet le président des Argonautes compte sur lui pour apporter l'expérience acquise en tant que joueur à Darmouth (Ivy League de la NCAA). Lors de cette saison 1987 il amène les Argonautes en demi-finale du championnat battu par les Castors de Paris 12 à 18. L'année suivante les Argonautes sont encore battus par les Castors de Paris 7 à 29 en demi-finale. 
Lors de la saison 1989 les Argonautes terminent la saison invaincus avec 8 victoires (comme les Castors de Paris). Les Argonautes arrivent pour la première fois en finale, pour ce qui sera la première d'une série de seize finales consécutives (record absolu), après avoir battu successivement les Samouraïs de Villeurbanne 19 à 6 et les Flash de La Courneuve 34 à 6. Mais le 18 juin 1989, au Stade Jean-Bouin ils sont encore battus par les Castors de Paris 13 à 14.
John Mugglebee quitte les Argonautes où il est remplacé par le canadien Larry Legault pour rejoindre les Phocéens de Marseille qui évoluent en Casque d'argent (seconde division). En 1990 après avoir battu les Giants de Saint-Étienne 47 à 6 en quart de finale, les Phocéens échouent en demi finale face aux Tigres de Nancy 11 à 12. Lors de la saison 1991 ils battent successivement les All Stars de Gagny 21 à 0 et les Fighters de Croissy  19 à 13 et se qualifient pour la finale. En finale ils gagnent le titre de Casque d'argent 1991 en battant les Pionniers de Touraine  27 à 9. Les Phocéens accèdent ainsi à l'élite du football américain français.
Lors de la saison 1992, ils terminent invaincus la phase de poules avec 7 victoires. Ils commencent les playoffs par les barrages de poules où ils battent les Crazy-Lions de Paris, puis en barrage avec la poule des as ils créent la surprise en éliminant les Anges Bleus de Joinville 19 à 8. Ils sont ensuite sévèrement battu en demi finale par le futur champion les Argonautes sur le score de 14 à 49,.
Le club des Phocéens est dissous et John Mugglebee s'en va. En 1994 il est appelé pour succéder à Luc Chatel l'entraîneur des Rebels de Marseille qui ont pris la suite des Phocéens. Mais à l'intersaison les Rebels sont dissous et un nouveau club s'installe les Blue Stars de Marseille entraînés à nouveau par Luc Chatel.

## Statistiques

### Entraîneur
| Équipe                       | Ligue           | Année           | Saison Régulière | Saison Régulière | Saison Régulière | Playoffs                      |
| Équipe                       | Ligue           | Année           | Victoires        | Défaites         | Classement       | Résultat                      |
| ---------------------------- | --------------- | --------------- | ---------------- | ---------------- | ---------------- | ----------------------------- |
| Argonautes d'Aix-en-Provence | Casque d'or     | 1987            | 4                | 2                | 2e Poule A       | battu en demi-finale          |
| Argonautes d'Aix-en-Provence | Casque d'or     | 1988            |                  |                  | Poule A          | battu en demi-finale          |
| Argonautes d'Aix-en-Provence | Casque d'or     | 1989            | 8                | 0                | 1er Poule C      | Battu en finale               |
| Phocéens de Marseille        | Casque d'argent | 1990            |                  |                  | Poule C          | battu en demi-finale          |
| Phocéens de Marseille        | Casque d'argent | 1990            |                  |                  | Poule B          | Champion Casque d'argent (D2) |
| Phocéens de Marseille        | Casque d'or     | 1992            | 7                | 0                | 1er Poule B      | battu en demi-finale          |
| Total                        | Total           | Total           |                  |                  |                  | -                             |
| Casque d'or                  | Casque d'or     | Casque d'or     |                  |                  |                  | -                             |
| Casque d'argent              | Casque d'argent | Casque d'argent |                  |                  |                  | -                             |

## Récompenses
Il est le premier à recevoir en 1976 le Lester R. Godwin Award (récompensant le joueur qui par sa persévérance a le plus contribué à l'équipe)

## Écrivain
Fin 2004 il publie un livre en anglais Renaissance in Provence racontant la rencontre improbable entre un américain de trente ans venu s'installer en Provence et un fermier provençal.